# Contea di Refugio
La contea di Refugio in inglese Refugio County è una contea dello Stato del Texas, negli Stati Uniti. La popolazione al censimento del 2010 era di 7 383 abitanti. Il capoluogo di contea è Refugio. La contea è stata creata come municipalità del Messico nel 1834 ed organizzata come contea texana nel 1837.

## Geografia
| Anno | Popolazione | ±%     |
| ---- | ----------- | ------ |
| 1850 | 288         | Note:  |
| 1860 | 1,600       | 455.6% |
| 1870 | 2,324       | 45.3%  |
| 1880 | 1,585       | −31.8% |
| 1890 | 1,239       | −21.8% |
| 1900 | 1,641       | 32.4%  |
| 1910 | 2,814       | 71.5%  |
| 1920 | 4,050       | 43.9%  |
| 1930 | 7,691       | 89.9%  |
| 1940 | 10,383      | 35.0%  |
| 1950 | 10,113      | −2.6%  |
| 1960 | 10,975      | 8.5%   |
| 1970 | 9,494       | −13.5% |
| 1980 | 9,289       | −2.2%  |
| 1990 | 7,976       | −14.1% |
| 2000 | 7,828       | −1.9%  |
| 2010 | 7,383       | −5.7%  |

Secondo l'Ufficio del censimento degli Stati Uniti d'America la contea ha un'area totale di 818 miglia quadrate (2120 km²), di cui 770 miglia quadrate (2000 km²) sono terra, mentre 48 miglia quadrate (120 km², corrispondenti al 5,8% del territorio) sono costituiti dall'acqua.

### Strade principali
- U.S. Highway 77
- Interstate 69E (in costruzione)
- U.S. Highway 77 Alternate U.S. Highway 183
- State Highway 35
- State Highway 239
- Farm to Market Road 136
- Farm to Market Road 774
- Farm to Market Road 2441
- Farm to Market Road 2678

### Contee adiacenti
- Victoria County (nord)
- Calhoun County (nord-est)
- Aransas County (sud-est)
- San Patricio County (sud)
- Bee County (ovest)
- Goliad County (nord-ovest)

### Aree nazionali protette
- Rifugio naturale nazionale di Aransas (solo in parte)